# Хит, Харрисон
Ха́ррисон Уи́льям Хит (англ. Harrison William Heath; 6 марта 1996, Ньюкасл-андер-Лайм, Великобритания) — английский футболист, центральный полузащитник.

## Карьера
Хит занимался в академиях «Хьюстон Динамо» и «Норвич Сити».
17 июля 2014 года Харрисон Хит был подписан американским клубом «Орландо Сити» из лиги третьего уровня USL Pro, главным тренером которого являлся его отец Эдриан Хит. 2 августа в матче против «Шарлотт Иглз» он дебютировал в профессиональном футболе.
После преобразования «Орландо Сити» во франшизу MLS Хит был переподписан обновлённым клубом 27 октября 2014 года, а в марте 2015 стал доморощенным игроком. В MLS он дебютировал 13 мая 2015 года в матче против «Ди Си Юнайтед». Вторую половину сезона 2015 пропустил из-за травм. В марте 2016 года Хит был заявлен в состав фарм-клуба «Орландо Сити B». 5 июня в матче ОСБ с «Луисвилл Сити» он забил свой первый гол в карьере.
11 декабря 2016 года Хит был обменян в новый клуб лиги «Атланта Юнайтед» на пик четвёртого раунда Супердрафта MLS 2019. За «Атланту» он дебютировал 8 апреля 2017 года в матче против «Торонто», выйдя на замену в компенсированное время ко второму тайму. 30 июня Хит был отдан в аренду в клуб USL «Сакраменто Рипаблик». За команду из столицы Калифорнии он дебютировал 1 июля в матче против «Сан-Антонио». 31 июля Харрисон был отозван из аренды. По завершении сезона 2017 «Атланта Юнайтед» не стала продлевать контракт с Хитом.
10 декабря 2017 года права на Хита были обменяны в клуб «Миннесота Юнайтед» на пик четвёртого раунда Супердрафта MLS 2019, где он воссоединился с отцом, являвшимся главным тренером. За «Миннесоту» он дебютировал 9 мая 2018 года в матче против «Лос-Анджелеса», выйдя в стартовом составе. 13 октября 2018 года в матче против «Колорадо Рэпидз» Хит получил красную карточку, находясь на скамейке запасных, после словесной перепалки с защитником соперников Томми Смитом. По окончании сезона 2018 «Миннесота Юнайтед» не продлила контракт с Хитом.
20 февраля 2019 года Хит присоединился к клубу «Майами» из Национальной премьер-лиги. За «Майами» он продолжил выступать и после перехода клуба в новообразованную Национальную независимую футбольную ассоциацию в сезоне 2019/20. 7 января 2020 года Хит перезаключил контракт с «Майами», перешедшим в Чемпионшип ЮСЛ, на сезон 2020.
2 января 2022 года Харрисон Хит объявил о завершении футбольной карьеры.

## Личная жизнь
Харрисон Хит — сын футболиста и тренера Эдриана Хита.
Хит женат на бывшей футболистке сборной Канады Кейлин Кайл. В июне 2018 года у пары родился первенец — сын Хейден Джек Хит.
Хит, как обладатель «грин-карты», не считается в MLS иностранным игроком.

## Статистика выступлений
| Выступление                  | Выступление      | Выступление      | Лига | Лига | Плей-офф | Плей-офф | Кубок | Кубок | Итого | Итого |
| Клуб                         | Лига             | Сезон            | Игры | Голы | Игры     | Голы     | Игры  | Голы  | Игры  | Голы  |
| ---------------------------- | ---------------- | ---------------- | ---- | ---- | -------- | -------- | ----- | ----- | ----- | ----- |
| Орландо Сити                 | USL Pro          | 2014             | 7    | 0    | 1        | 0        | —     | —     | 8     | 0     |
| Орландо Сити                 | Итого            | Итого            | 7    | 0    | 1        | 0        | —     | —     | 8     | 0     |
| Орландо Сити                 | MLS              | 2015             | 3    | 0    | —        | —        | 2     | 0     | 5     | 0     |
| Орландо Сити                 | MLS              | 2016             | 3    | 0    | —        | —        | 2     | 0     | 5     | 0     |
| Орландо Сити                 | Итого            | Итого            | 6    | 0    | —        | —        | 4     | 0     | 10    | 0     |
| Орландо Сити B (фарм-клуб)   | USL              | 2016             | 12   | 1    | 1        | 0        | —     | —     | 13    | 1     |
| Орландо Сити B (фарм-клуб)   | Итого            | Итого            | 12   | 1    | 1        | 0        | —     | —     | 13    | 1     |
| Атланта Юнайтед              | MLS              | 2017             | 1    | 0    | 0        | 0        | 1     | 0     | 2     | 0     |
| Атланта Юнайтед              | Итого            | Итого            | 1    | 0    | 0        | 0        | 1     | 0     | 2     | 0     |
| Сакраменто Рипаблик (аренда) | USL              | 2017             | 2    | 0    | —        | —        | —     | —     | 2     | 0     |
| Сакраменто Рипаблик (аренда) | Итого            | Итого            | 2    | 0    | —        | —        | —     | —     | 2     | 0     |
| Миннесота Юнайтед            | MLS              | 2018             | 4    | 0    | —        | —        | 0     | 0     | 4     | 0     |
| Миннесота Юнайтед            | Итого            | Итого            | 4    | 0    | —        | —        | 0     | 0     | 4     | 0     |
| Майами                       | NPSL             | 2019             | —    | —    | —        | —        | 1     | 0     | 1     | 0     |
| Майами                       | NISA             | 2019/20          | 5    | 0    | 1        | 0        | —     | —     | 6     | 0     |
| Майами                       | USLC             | 2020             | 16   | 0    | —        | —        | —     | —     | 16    | 0     |
| Майами                       | Итого            | Итого            | 21   | 0    | 1        | 0        | 1     | 0     | 23    | 0     |
| Всего за карьеру             | Всего за карьеру | Всего за карьеру | 53   | 1    | 3        | 0        | 6     | 0     | 62    | 1     |

## Достижения
Командные
 «Орландо Сити»
- Чемпион USL Pro: 2014